# Melanie Gernert
Melanie Gernert (Forst, 17 de mayo de 1987) es una jugadora de voleibol y voleibol de playa alemana. Ella ha estado jugando activamente en la serie de torneos nacionales desde 2004 y ha ganado numerosos torneos y se ha colocado en puestos altos. En 2017 se convirtió en vicecampeona de Alemania. En años anteriores, también participó en varios torneos internacionales, incluido el Campeonato Europeo de 2011.

## Carrera
Gernert creció en Weißwasser y se interesó inicialmente en el hockey sobre hielo por su abuelo, antes de decidirse a jugar al voleibol. En 2004 obtuvo el tercer lugar con Kerstin Zschorlich en una competencia de voleibol de playa de Sajonia en Dresde. También jugó sus primeros torneos nacionales con Zschorlich en el mismo año. En 2005 participó en algunos torneos de la Nokia Beach Cup con Juliane Plepp (ahora Albert), terminando novena en Erfurt, quinta en Leipzig y cuarta en Fráncfort del Meno. En 2006 jugó principalmente con Sophie Schellenberger, con quien alcanzó algunas finales en torneos más pequeños y fue tercera en el campeonato alemán sub-20.

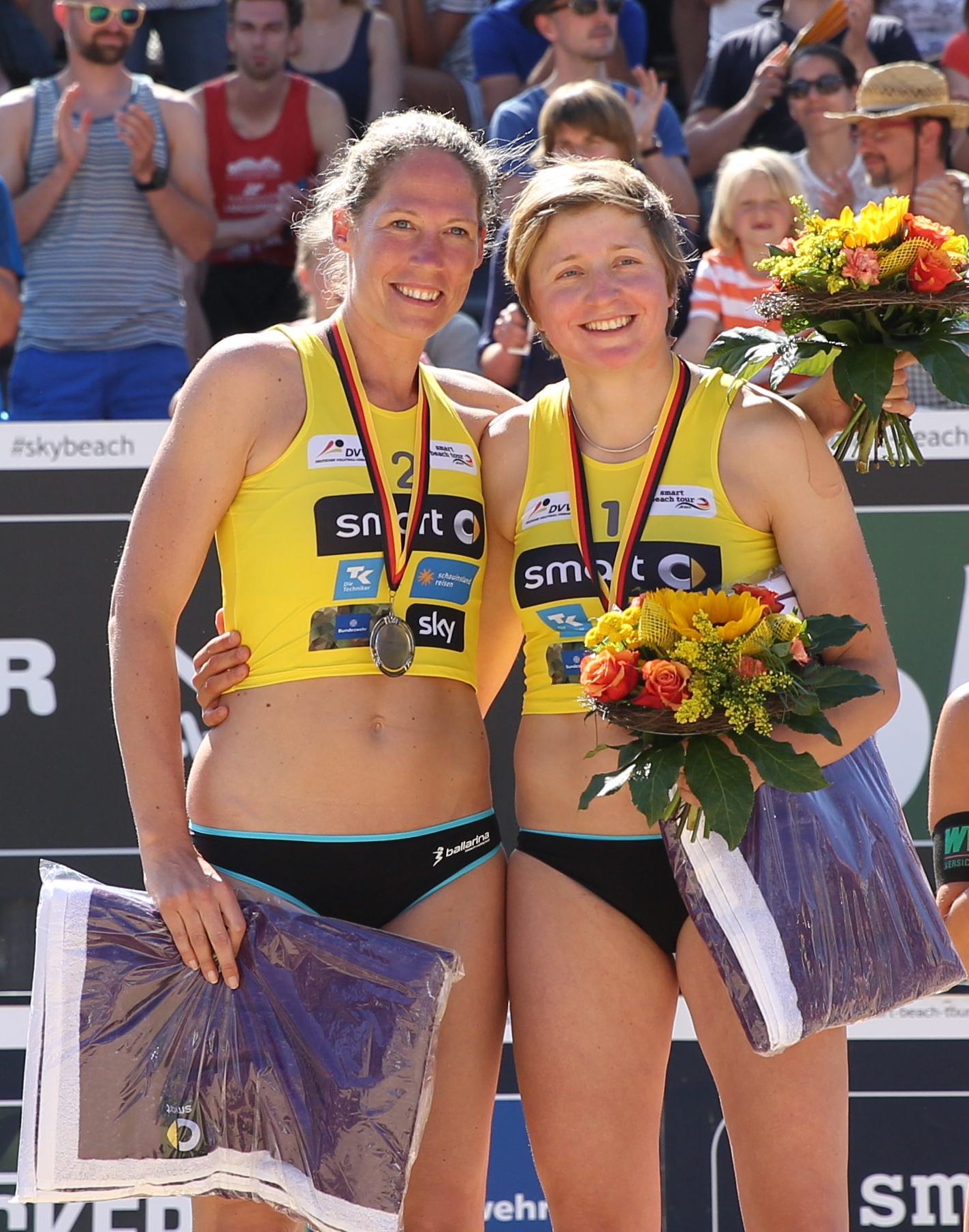
Gernert (derecha) con Tatjana Zautys en el Smart Beach Tour en Dresde en 2017.

Gernert eligió la base olímpica de Berlín en lugar de ir a Stuttgart. En 2007 jugó junto a Maria Wendisch. En el Smart Beach Tour, el dúo Gernert/Wendisch quedó tercero en Dresde y segundo en Sankt Peter-Ording y Norderney y ganó el torneo en Múnich. Terminaron novenas en el campeonato alemán. Gernert logró el mismo resultado unos días después con Liane Lehmann en el Campeonato Mundial Sub-21 de Módena. Al año siguiente finalizó quinta en el Campeonato de Europa Sub-23 de Espinho con Jana Köhler. A nivel nacional jugó en 2008 cambiando de pareja. Con Stephanie Kestner y Melanie Höppner consiguió el quinto puesto en el Smart Beach Tour, con Wendisch ganó el torneo de Binz y volvió a ser novena en el campeonato alemán. En 2009, Gernert estuvo activo con Tatjana Zautys en la gira nacional. El dúo logró algunos terceros lugares y terminó noveno en el campeonato alemán. En dos torneos del Circuito Mundial de la FIVB perdió con Frederike Fischer en la Contry Quota.
En la gira nacional de 2010, jugó con Hella Jurich. Gernert/Jurich estuvieron regularmente entre los diez primeros equipos y ganaron en Norderney. En el campeonato alemán terminaron quintas. En 2011, Gernert compitió inicialmente con Kira Walkenhorst y junto a ella fue tercera en Hamburgo y segunda en Norderney. Posteriormente llegó a la final del torneo de Colonia con Anja Günther en la serie nacional, ganó en Essen y quedó quinta en el Campeonato de Alemania. A nivel internacional fue cuarta en el CEV Masters de Niechorze con Rieke Brink-Abeler. Dado que su pareja oficial, Angelina Grün, se lesionó, el dúo también jugó en el Campeonato Europeo en Kristiansand y terminó noveno después de una derrota en los octavos de final contra Gielen/Mouha. Gernert Günther participaron en varios Grand Slams del Circuito Mundial de la FIVB, donde se retiraron temprano. A nivel nacional, el dúo ganó un torneo en Hamburgo, quedó segundo en Bonn y ocupó el tercer lugar varias veces. Terminaron el campeonato alemán en noveno lugar.
Al año siguiente, Gernert se tomó un descanso del voleibol de playa. También jugó voleibol de interior entre 2008 y 2014. Primero estuvo con el Dresdner SSV y luego con el club de segunda división de Berlín TSV Rudow 1888 bajo contrato.

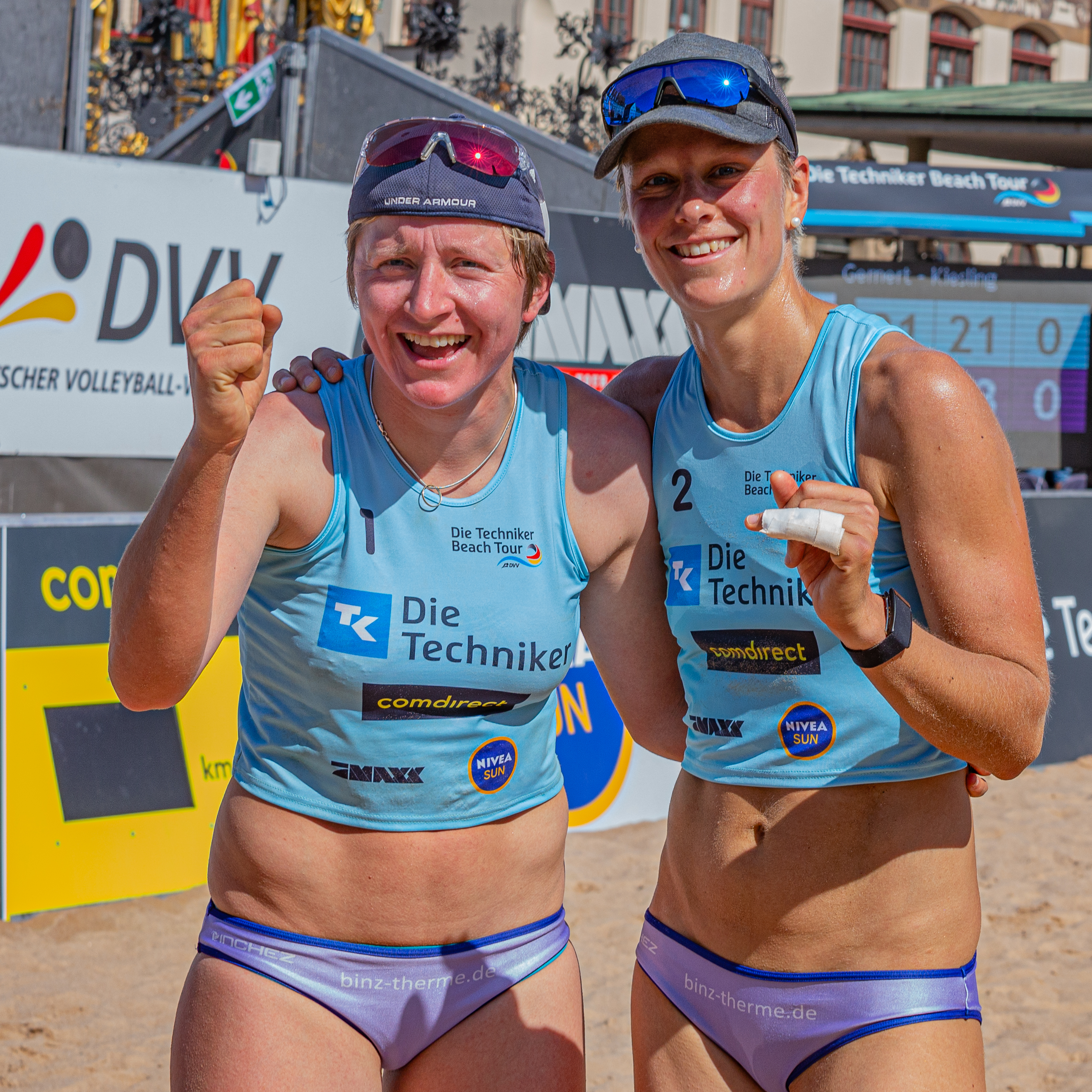
Gernert (izquierda) y Elena Kiesling en el Techniker Beach Tour en 2019.

En 2014 Gernert volvió a competir con su expareja Tatjana Zautys. En el Smart Beach Tour, el dúo logró, entre otras cosas, un segundo lugar en Colonia, y en el campeonato alemán, el dúo quedó noveno. En 2015, Gernert jugó principalmente con Anika Krebs y ganó la Smart Beach Cup en Jena. Con Elena Kiesling ganó la Smart Super Cup en Kühlungsborn. Gernert/Krebs terminó noveno en el campeonato alemán. En 2016, Gernert volvió a jugar con Zautys, ganó las Smart Beach Cups en Duisburg y Dresde y terminó cuarta en el campeonato alemán. En 2017, Gernert/Zautys obtuvo el segundo lugar en Dresde y Hamburgo, entre otros. En el campeonato alemán de 2017, derrotaron a las campeonas europeas Glenzke/Großner y a los campeones mundiales Ludwig/Walkenhorst antes de tener que admitir la derrota en la final contra Laboureur/Sude y convertirse en subcampeonas.
En el Techniker Beach Tour (anteriormente Smart Beach Tour) 2018, Gernert volvió a jugar con Kiesling, con quien ganó en Düsseldorf y quedó segunda en Sankt Peter-Ording y Zinnowitz. En el campeonato alemán, Gernert/Kiesling perdieron ante Mersmann/ Tillmann en los cuartos de final. En el Techniker Beach Tour 2019 lograron victorias en los torneos de Düsseldorf y Fehmarn (aquí Gernert jugó con Natascha Niemczyk), así como un segundo lugar en Núremberg. En el campeonato alemán perdieron en octavos de final contra Ludwig/Kozuch. En la temporada 2019, Gernert jugó bajo techo para el club SG Rotation Prenzlauer Berg de la tercera división del Norte.
En junio/julio de 2020, Gernert participó en la Beach-Liga con Sarah Schulz y perdió en la final ante Karla Borger y Svenja Müller. Con Kiesling jugó dos torneos de equipos superiores del Comdirect Beach Tour 2020 en Hamburgo y Düsseldorf. En el campeonato alemán, jugó con Lena Ottens ante la ausencia de Kiesling debido a una lesión y fue eliminada en cuartos de final por Bieneck/Schneider. En la primera edición del German Beach Trophy en enero/febrero de 2021, Gernert/Schulz fueron las primeras en la ronda principal en llegar a las semifinales, que perdieron ante las austriacas Nadine y Teresa Strauss. En la segunda edición en marzo/abril Gernert jugó con Tjaša Kotnik en la primera semana y luego con Anne Krohn, con quien ganó la final del playoff contra Laboureur/Schulz. Gernert formó un equipo permanente con Natascha Oßner-Niemczyk desde junio. En el German Beach Tour 2021 llegaron en los puestos cinco, cinco, cuatro, cinco y cinco. A principios de septiembre, el dúo Gernert/Oßner-Niemczyk terminó quinto en el campeonato alemán.
Anne Krohn es compañera de Gernert desde 2022, con quien ganó el primer torneo del German Beach Tour en Düsseldorf y obtuvo el tercer lugar en el segundo torneo. Éxitos también se celebraron en Múnich con un tercer puesto, en Fehmarn con el primer puesto, en Bremen con el segundo puesto y en Berlín con el tercer puesto. El dúo Gernert/Krohn también terminó quinto en el campeonato alemán.